# 27 tháng 3
Ngày 27 tháng 3 là ngày thứ 86 trong mỗi năm thường (ngày thứ 87 trong mỗi năm nhuận). Còn 279 ngày nữa trong năm.

## Sự kiện
- 913 – Cấm binh của Hậu Lương tiến hành binh biến, Hoàng đế Chu Hữu Khuê quyết định tự sát, Chu Hữu Trinh sau đó được tôn làm người kế vị.
- 1883 – Trong Chiến tranh Pháp-Đại Nam, quân Pháp chiếm được thành Nam Định từ quân Nguyễn-Cờ Đen.
- 1884 – Cuộc điện thoại đường dài đầu tiên được gọi từ Boston đến New York.
- 1919 – tại Mátxcơva, Lênin đã chủ trì Đại hội thành lập Quốc tế Cộng sản (Quốc tế 3) có sự tham dự của đại diện 30 Đảng cộng sản và các tổ chức cánh tả trên thế giới với khẩu hiệu: "Vô sản tất cả các nước và các dân tộc bị áp bức, liên hiệp lại".
- 1920 – tại Đại hội Tua của Đảng xã hội Pháp, đồng chí Nguyễn Ái Quốc cùng một số đảng viên khác đã tán thành gia nhập Quốc tế 3 và Người trở thành một trong những người sáng lập Đảng Cộng sản Pháp.
- 1935 – 13 đại biểu đại diện cho 600 đảng viên thuộc các Đảng bộ trong nước và các tổ chức Đảng ở nước ngoài đã tiến hành Đại hội đại biểu toàn quốc lần thứ nhất của Đảng Cộng sản Đông Dương diễn ra từ ngày 27/3/1935 đến 31/3/1935
- 1946 – Chủ tịch Hồ Chí Minh ký Sắc lệnh số 38 thiết lập Nha Thanh niên và Thể dục trong Bộ Quốc gia giáo dục. Các báo Cứu Quốc, Việt Nam khỏe và nhiều tờ báo khác đăng lời "Hồ Chủ tịch hô hào đồng bào tập thể dục: Sức khoẻ và thể dục".
- 1964
  - Chủ tịch Hồ Chí Minh triệu tập Hội nghị chính trị đặc biệt tại Hội trường Ba Đình. Đây là một hội nghị Diên Hồng của thời đại mới. Người đã báo cáo với Hội nghị những thành tích to lớn của nhân dân ta trong mười nǎm qua, về tình hình hiện tại và nhiệm vụ trước mắt.
  - Động đất Thứ sáu Tuần Thánh với cường độ 9,2 độ Richter, xảy ra tại Alaska, khiến 125 người thiệt mạng.
- 1977 – Hai chiếc máy bay Boeing 747 của hãng hàng không Néerlandaise KLM và Pan-American, đụng nhau trên đường bay, 583 người thiệt mạng.
- 1993 – Giang Trạch Dân được bổ nhiệm làm Chủ tịch Trung Quốc.
- 1994 – Nguyên mẫu chiến đấu cơ Typhoon, do hãng liên doanh Eurofighter GmbH thiết kế và chế tạo, bay vòng quanh bang Bayern của Đức trong chuyến bay thử nghiệm đầu tiên.
- 2010 – Barnaby Hands thành lập Senya, một vi quốc gia không được công nhận ở Anh Quốc

## Sinh
- 1416 – Antonio Squarcialupi, nhà soạn nhạc người Ý (m. 1480)
- 1627 – Stephen Fox, chính khách người Anh (m. 1716)
- 1702 – Johann Ernst Eberlin, nhà soạn nhạc người Đức (m. 1762)
- 1714 – Antonio Zaccaria, nhà thần học, sử gia người Ý (m. 1795)
- 1730 – Tyrwhitt, nhà học giả kinh điển người Anh (m. 1786)
- 1746 – Michael Bruce, nhà thơ Scotland (m. 1767)
- 1765 – Franz Xaver von Baader, nhà triết học, thần học người Đức (m. 1841)
- 1785 – Vua Louis XVII của Pháp (m. vào 1795)
- 1797 – Alfred de Vigny, tác gia người Pháp (m. 1863)
- 1810 – William Hepworth Thompson, nhà học giả kinh điển người Anh (m. 1886)
- 1813 – Nathaniel Currier, người minh họa người Mỹ (m. 1888)
- 1817 – Karl Wilhelm von Nägeli, nhà sinh vật học Thụy Sĩ (m. 1891)
- 1845 – Wilhelm Conrad Röntgen, nhà bác học vật lý, đoạt Giải thưởng Nobel vật lý thứ nhất (1901) người Đức (m. 1923)
- 1847 – Otto Wallach, nhà hóa học, giải thưởng Nobel người Đức (m. 1931)
- 1851 – Vincent d'Indy, nhà soạn nhạc, giáo viên người Pháp (m. 1931)
- 1857 – Karl Pearson, kĩ thuật viên thống kê người Anh (m. 1936)
- 1859 – George Giffen, cầu thủ cricket người Úc (m. 1927)
- 1860 – Frank Frost Abbott, nhà học giả kinh điển người Mỹ (m. 1924)
- 1863 – Sir Henry Royce, ô tô người đi đầu trong lĩnh vực người Anh (m. 1933)
- 1869 – McNeill, chính khách người Ireland (m. 1938)
- 1871 – Heinrich Mann, nhà văn người Đức (m. 1950)
- 1879 – Miller Huggins, vận động viên bóng chày, người quản lý người Mỹ (m. 1929)
- 1883 – Marie Under, tác gia, nhà thơ người Estonia (m. 1980)
- 1886 – Ludwig Mies van der Rohe, kiến trúc sư người Đức (m. 1969)
- 1892 – Ferde Grofé, nhà soạn nhạc người Mỹ (m. 1972)
- 1893 – Mannheim, nhà xã hội học người Hungary (m. 1947)
- 1899 – Swanson, nữ diễn viên người Mỹ (m. 1983)
- 1901
  - Carl Barks, người minh họa người Mỹ (m. 2000)
  - Erich Ollenhauer, chính khách người Đức (m. 1963)
  - Kenneth Slessor, nhà thơ người Úc (m. 1971)
- 1902 – Charles Lang, nhà điện ảnh người Mỹ (m. 1998)
- 1906 – Pee Wee Russell, nhạc sĩ người Mỹ (m. 1969)
- 1909
  - Mann, sử gia người Đức (m. 1994)
  - Ben Webster, nhạc Jazz nhạc công saxophon người Mỹ (m. 1973)
- 1912 – James Callaghan, thủ tướng Anh (m. 2005)
- 1914
  - Richard Denning, diễn viên người Mỹ (m. 1998)
  - Budd Schulberg, người viết kịch bản phim, tiểu thuyết gia người Mỹ
- 1917 – Cyrus Vance, chính khách người Mỹ (m. 2002)
- 1920 – Robin Jacques, người minh họa (m. 1995)
- 1921 – Harold Nicholas, diễn viên múa người Mỹ (m. 2000)
- 1922 – Stefan Wul, tác gia người Pháp (m. 2003)
- 1923
  - Endo Shusaku, tác gia người Nhật Bản (m. 1996)
  - Louis Simpson, nhà thơ người Jamaica
- 1924 – Sarah Vaughan, ca sĩ người Mỹ (m. 1990)
- 1927 – Mstislav Rostropovich, nghệ sĩ vĩ cầm, người chỉ huy dàn nhạc người Nga (m. 2007)
- 1931 – David Janssen, diễn viên người Mỹ (m. 1980)
- 1933 – Lê Văn Hưng, Chuẩn tướng Quân lực Việt Nam Cộng hòa (m. 30/4/1975)
- 1935
  - Abelardo Castillo, nhà văn người Argentina
  - Julian Glover, diễn viên người Anh
- 1937 – Thomas Aquinas Daly, họa sĩ người Mỹ
- 1939 – Cale Yarborough, người lái xe đua người Mỹ
- 1940
  - Janis Martin, ca sĩ người Mỹ (m. 2007)
  - Austin Pendleton, diễn viên người Mỹ
- 1941 – Ivan Gašparovič, tổng thống Slovakia
- 1942
  - John E. Sulston, nhà hóa học, giải Nobel Sinh lý và Y khoa người Anh
  - Michael York, diễn viên người Anh
  - Michael Jackson, nhà văn người Anh (m. 2007)
- 1943 – Phil Frank, người vẽ tranh biếm hoạ người Mỹ (m. 2007)
- 1947 – Brian Jones, Balloonist người Anh
- 1950
  - Petros Efthimiou, chính khách người Hy Lạp
  - Lynn McGlothen, vận động viên bóng chày người Mỹ (m. 1984)
- 1952
  - Maria Schneider, nữ diễn viên người Pháp
  - Richard Séguin, ca sĩ, người sáng tác bài hát Quebec
- 1956 – Leung Kwok Hung, nhà hoạt động người Hồng Kông
- 1957 – Nick Hawkins, chính khách người Anh
- 1960 – Pflügler, cầu thủ bóng đá người Đức
- 1961 – Tony Rominger, vận động viên xe đạp Thụy Sĩ
- 1962 – Jann Arden, nhạc sĩ người Canada
- 1963
  - Charly Alberti, nhạc sĩ người Argentina
  - Quentin Tarantino, người đạo diễn, nhà văn, nhà sản xuất người Mỹ
  - Xuxa, nu ca sĩ, dien viên nguoi Pop-Brazil
- 1966 – Paula Trickey, nữ diễn viên người Mỹ
- 1967 – Talisa Soto, nữ diễn viên người Mỹ
- 1968 – Sandra Hess, nữ diễn viên, người mẫu, Thụy Sĩ
- 1969
  - Kevin Corrigan, diễn viên người Mỹ
  - Pauley Perrette, nữ diễn viên, nhà nhiếp ảnh, nhà thơ, nhà văn người Mỹ
  - Mariah Carey, ca sĩ người Mỹ
- 1970 – Elizabeth Mitchell, nữ diễn viên người Mỹ
- 1971
  - David Coulthard, tay đua xe Công thức 1 người Scotland
  - Nathan Fillion, diễn viên người Canada
- 1972 – Jimmy Floyd Hasselbaink, cầu thủ bóng đá người Đức
- 1974
  - Russ Haas, đô vật Wrestling (m. 2001)
  - Gaizka Mendieta, cầu thủ bóng đá người Tây Ban Nha
- 1976
  - Djamel Belmadi, cầu thủ bóng đá người Algérie
  - Carl Ng, Anh diễn viên, người mẫu, người Hồng Kông
- 1977
  - Vitor Meira, người đua xe người Brasil
  - Adrian Anca, cầu thủ bóng đá người România
- 1981
  - Lin Jun Jie, ca sĩ người Trung Quốc
  - Terry McFlynn, cầu thủ bóng đá người Bắc Ireland
- 1985
  - Caroline Winberg, siêu người mẫu người Thụy Điển
  - Dario Baldauf, cầu thủ bóng đá người Áo
- 1986 – Manuel Neuer, cầu thủ bóng đá người Đức
- 1987 – Chad Denny, vận động viên khúc côn cầu trên băng người Canada
- 1988
  - Brenda Song, nữ diễn viên người Mỹ
  - Jessie J, ca sĩ người Mỹ
  - Atsuto Uchida, cầu thủ bóng đá người Nhật Bản
- 1992 – Marc Muniesa, cầu thủ bóng đá người Tây Ban Nha
- 1995 – Taylor Atelian, nữ diễn viên người Mỹ
- 1997 – Lisa, ca sĩ và vũ công người Thái Lan của nhóm nhạc Hàn Quốc Blackpink

## Mất
- 1191 – Giáo hoàng Clement III (s. 1130)
- 1378 – Giáo hoàng Gregory XI (s. khoảng năm 1336)
- 1635 – Robert Naunton, chính khách người Anh (s. 1563)
- 1757 – Johann Stamitz, nhà soạn nhạc người Séc (s. 1717)
- 1770 – Giovanni Battista Tiepolo, nghệ sĩ người Ý (s. 1696)
- 1809 – Joseph-Marie Vien, họa sĩ người Pháp (s. 1716)
- 1836 – James Fannin, nhà cánh mạng Texas (s. 1804)
- 1843 – Karl Salomo Zachariae von Lingenthal, luật gia người Đức (s. 1769)
- 1850 – Wilhelm Beer, nhà thiên văn người Đức (s. 1797)
- 1864 – Jacques Ampère, học giả người Pháp (s. 1800)
- 1865 – Petrus Hoffman Peerlkamp, học giả người Đức (s. 1786)
- 1873 – Amedée Simon Dominique Thierry, nhà báo, sử gia người Pháp (s. 1797)
- 1875 – Edgar Quinet, sử gia người Pháp (s. 1803)
- 1878 – Sir George Gilbert Scott, kiến trúc sư người Anh (s. 1811)
- 1889 – John Bright, chính khách người Anh (s. 1811)
- 1897 – Andreas Anagnostakis, thầy thuốc người Hy Lạp (s. 1826)
- 1918 – Henry Adams, sử gia người Mỹ (s. 1838)
- 1923 – Sir James Dewar, nhà hóa học người Scotland (s. 1842)
- 1924 – Walter Parratt, nhà soạn nhạc người Anh (s. 1841)
- 1926 – Georges Vézina, vận động viên khúc côn cầu trên băng người Canada (s. 1887)
- 1927 – Start, vận động viên bóng chày người Mỹ (s. 1842)
- 1931 – Arnold Bennett, tiểu thuyết gia người Anh (s. 1867)
- 1940 – Michael Joseph Savage, thủ tướng New Zealand (s. 1872)
- 1967 – Jaroslav Heyrovský, nhà hóa học, giải thưởng Nobel người Séc (s. 1890)
- 1968 – Yuri Gagarin, nhà du hành vũ trụ người Liên Xô, là người bay vào quỹ đạo Trái Đất đầu tiên (s. 1934)
- 1972
  - Sharkey Bonano, nhạc sĩ người Mỹ (s. 1904)
  - M. C. Escher, nghệ sĩ người Đức (s. 1898)
- 1977
  - A. P. Hamann, chính khách người Mỹ
  - Diana Hyland, nữ diễn viên người Mỹ (s. 1936)
  - Jacob Louis Veldhuyzen van Zanten, phi công và huấn luyện viên bay người Hà Lan (s. 1927)
- 1981 – Mao Dun, nhà văn người Trung Quốc (s. 1895)
- 1988 – Renato Salvatori, diễn viên người Ý (s. 1934)
- 1989
  - May Allison, nữ diễn viên người Mỹ (s. 1890)
  - Jack Starrett, diễn viên, đạo diễn phim người Mỹ (s. 1936)
- 1991
  - Ralph Bates, diễn viên người Anh (s. 1940)
  - Aldo Ray, diễn viên người Mỹ (s. 1926)
- 1993
  - Clifford Jordan, nhạc công saxophon, người chỉ huy dàn nhạc nhỏ người Mỹ (s. 1931)
  - Paul László, chuyên viên trang trí nội thất, kiến trúc sư người Hungary (s. 1900)
- 1998
  - David McClelland, nhà tâm lý học người Mỹ (s. 1917)
  - Ferry Porsche, nhà sản xuất ô tô người Áo (s. 1909)
- 2000 – Ian Dury, nhạc sĩ người Anh (s. 1942)
- 2002
  - Milton Berle, diễn viên, diễn viên hài người Mỹ (s. 1908)
  - Dudley Moore, diễn viên người Anh (s. 1935)
  - Billy Wilder, người đạo diễn người Mỹ (s. 1906)
- 2003
  - Daniel Ceccaldi, diễn viên người Pháp (s. 1927)
  - Paul Zindel, nhà văn người Mỹ (s. 1936)
- 2004 – Adán Sánchez, ca sĩ người México (s. 1984)
- 2005 – Bob Casey, bóng chày người đọc bản giới thiệu tin tức người Mỹ (s. 1925)
- 2006
  - Ian Hamilton Finlay, nhà thơ, nhà văn, nghệ sĩ, Gardener người Scotland (s. 1925)
  - Stanisław Lem, nhà văn người Ba Lan (s. 1921)
- 2007 – Paul Lauterbur, nhà hóa học, giải thưởng Nobel người Mỹ (s. 1929)
- 2008 – George Pruteanu, nhà phê bình văn học, chính khách người România (s. 1947)
- 2011 – Nguyễn Đức Quang, nhạc sĩ chính của phong trào Du ca ở Miền Nam Việt Nam (s. 1944)

## Ngày lễ và ngày kỷ niệm
- 1946: Ngày thể thao Việt Nam
- Ngày Quốc tế sân khấu
- 2005, 2016: Lễ Phục sinh